# Clerget 9B
Il Clerget Type 9 era un motore aeronautico rotativo a 9 cilindri disposti su una singola stella, raffreddato ad aria, prodotto in Francia dalla Clerget-Blin e in Gran Bretagna dalla Gwynne Ltd nei primi anni del Novecento.
È stato uno dei primi motori prodotti specificatamente per uso aeronautico.

## Descrizione tecnica
Il Clerget era un motore rotativo quattro tempi a 9 cilindri disposti su una singola stella. Il raffreddamento era ad aria. Nella sua versione più potente, la Type 9B, alesaggio e corsa erano rispettivamente di 120 per 160 mm. La potenza era di 110 hp (82 kW) ma poteva raggiungere i 130 hp (97 kW) a 1 250 giri al minuto. Il motore, per garantirne resistenza e leggerezza, era realizzato in acciaio.
Il Clerget era stato pensato per poter essere montato sia con elica spingente che, più usualmente, con elica traente. Altre caratteristiche peculiari di questa unità erano date dai pistoni realizzati in lega di alluminio, bielle a sezione tubolare ed albero a camme separato per aspirazione e scarico. Il motore ruotava in senso antiorario. Nell'intervallo tra due accensioni l'unità ruotava di 80°.

## Differenze con altri motori rotativi
Le differenze rispetto ai motori dell'epoca di pari caratteristiche, i Gnome e i Le Rhône, erano nel fatto che il Clerget aveva, a differenza del Gnome, delle normali valvole a fungo di aspirazione e scarico e le bielle erano di costruzione molto più semplice di quelle dei Le Rhône. Uno dei problemi del Clerget stava nel particolare tipo di fascia elastica chiamata Obturator ring, situata al di sotto dello spinotto per impedire il trasferimento di calore dalla zona di combustione alla parte inferiore del cilindro. I cilindri erano spesso prodotti in ottone e a causa dell'attrito a cui erano sottoposti avevano una durata di solo poche ore. Nel sistema di alimentazione a differenza dei sistemi semplici on-off della concorrenza, nel Type 9 veniva utilizzata una valvola a farfalla.
I motori Clerget erano considerati affidabili ma avevano un costo di produzione unitario più elevato dei loro concorrenti.
I motori rotativi Bentley BR1 e BR2 furono sviluppati dal progetto del Clerget del quale, pur nella diversità del progetto, conservarono alcune delle sue caratteristiche tecniche distintive.

## Versioni
- Type 9
- Type 9B - versione a corsa maggiorata del Type 9 che differiva nelle seguenti caratteristiche:
  - Alesaggio: 120 mm (4,7 in)
  - Corsa: 160 mm (6,3 in)
  - Cilindrata: 16,3 L (992 in³)
  - Potenza: 130 hp (96 kW) a 1 250 giri/min
  - Peso a vuoto: 173 kg (381 lb)
- Type 9Bf - versione a corsa maggiorata del Type 9 che differiva nelle seguenti caratteristiche:[1]
  - Alesaggio: 120 mm (4,7 in)
  - Corsa: 171 mm (6,75 in)
  - Cilindrata: 17,4 L (992 in³)
  - Potenza: 140 hp (96 kW) a 1 250 giri/min
  - Rapporto di compressione: 5,14:1

## Velivoli utilizzatori
Francia
- Besson H-3
- Caudron C.60
- Hanriot HD.2
- Hanriot HD.17
- Morane-Saulnier MoS-50
- Nieuport 12
- Nieuport 17bis

 Regno Unito
- Armstrong Whitworth F.K.10
- Sopwith Baby
- Sopwith Camel
- Sopwith 1½ Strutter
- Sopwith Triplane

 Impero russo
 RSFS Russa
- Grigorovich M-5